# Qaraqan Şıxlar
Qaraqan Şıxlar è un comune dell'Azerbaigian situato nel distretto di Ağdaş. Conta una popolazione di 1 892 abitanti.